# Trine Rønning
Trine Rønning (Trondheim, 1982. június 14. –) norvég női válogatott labdarúgó.

## Pályafutása

### A válogatottban
Tagja volt a 2000-es olimpián aranyérmet szerzett válogatottnak. 2001-ben, 2005-ben, 2009-ben és 2013-ban Európa-bajnoki résztvevő és ugyancsak négy világbajnokságon (2003-ban, 2007-ben, 2011-ben, 2015-ben) volt norvég kerettag.
2016. március 9-én Svájc ellen búcsúzott a válogatottól

## Sikerei

### Klubcsapatokban
Norvég bajnok (6):
- Trondheims-Ørn (2): 2000, 2001
- Kolbotn (2): 2005, 2006
- Stabæk (2): 2010, 2013

 Norvég kupagyőztes (8):
- Trondheims-Ørn (4): 1998, 1999, 2001, 2002
- Kolbotn (1): 2007
- Stabæk (3): 2011, 2012, 2013

### A válogatottban
Norvégia
- Olimpiai aranyérmes (1): 2000
- Európa-bajnoki ezüstérmes (2): 2005, 2013
- Algarve-kupa ezüstérmes (1): 2002
- Algarve-kupa bronzérmes (1): 2003